# مارك فورستر (مغني)
مارك فورستر (بالألمانية: Mark Forster)‏، هو مغني ألماني بولندي ، وُلد باسم مارك شفيرينتيا في الحادي عشر من يناير (كانون الثانٍ) لعام 1984 في كايسرسلاوترن في ألمانيا. أصبح مطربًا لمشروع ثنائي اسمه إف بالتعاون مع الدي جي والمنتج الموسيقي فليكس جاين عام 2015 .

## الحياة المهنية

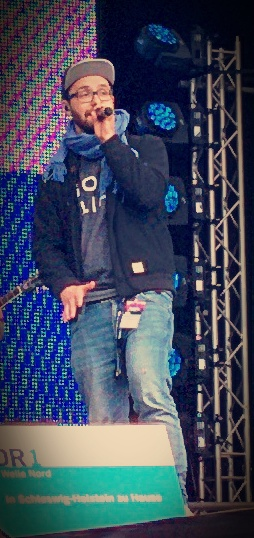
مارك فوستر 2014

ينتمي مارك فوستر لأصول ألمانية بولندية حيث ولد لأب ألماني من مقاطعة دورتموند الألمانية ولأم بولندية تدعى أنيسكا شفيغينتيا التي ولدت في العاصمة البولندية وارسو. اسمته أمه ماريك وعرف في بداية حياته الفنية كموسيقي باسم ماريك شفيغنتيا. ترعرع في منطفة فنفايلر في مدينة كايسرسلاوترن في ولاية راينلند بالاتيغات الألمانية. بعدما اجتاز امتحان شهادة الثانوية من مدرسة فلهيلم ايرب الثانوية انتقل إلى برلين لكي يدرس القانون هناك ولكنه توقف عن دراسة القانون بعد أربعة فصول دراسية وبدأ دراسة إدارة الأعمال وقد تخرج منها بتفوق، وبعد ذلك حاول أن يصبح عازف بيانو ومغنيًا وكاتب أغان وبالفعل عمل كمغن وكاتب أغان وعازف بيانو وملحن للمقدمات الموسيقية للبرامج التلفزيونية مثل مقدمة البرنامج الألماني كورمر العرض العالمي، وعمل أيضا مع الممثل والكومدياني كورت كورمر كعازف البيانو زيزكيك.
انضم في عام 2006 لفرقة بالبوا كمغني رئيس. وقام أيضا بدور موسيقي أفريقي ماتومبا لمبومبا في برنامج كروم دي لا كروم. في عام 2010 وقع عقدًا مع شركة التسجيلات الألمانية فور ميوزك حيث طرح ألبومه كارتون في عام 2012. أنتج هذا الألبوم رالف كريستيان يوهنش وتم تسجيله في ألمانيا وفرنسا وإسبانيا. وقام بجولة غنائية مع المغني الألماني ليث الدين. عمل على تحسين ألبومه وأصدر أغنيتين منفردتين وهما (على الطريق Auf dem Weg)و (إليك Zu dir).
تعاون مع المغني الراب الألماني زيدو في شهر نوفمبر عام 2013 حيث غنى مقطع متكرر في أغنية (واحدة من هذه الحجارة Einer dieser Steine).و من أكثر الأغاني التي حققت نجاحًا باهرًا حيث صُنف فوستر كمغن أساسي هي أغنية (إلى اللقاء Au revoir)و قام زيدو بغناء مقطع متكرر فيها. هذه الأغنية كانت مجرد البداية للنجاح حيث حقق ألبومه (العاطفة والعقل Bauch und Kopf) الصادر عام 2014 نجاحًا ساحقًا. فاز هذا الألبوم بجائزة الأسطوانة الذهبية شاملًا الأغاني الأكثر نجاحًا حتي الآن وهم (إلى اللقاء Au revoir) والأغنيتين الفرديتين (فلاش لي Flash mich) واغنية (العاطفة والعقل Bauch und Kopf)التي تحمل نفس عنوان اللألبوم، وقد فاز هذا الألبوم بالمركز الأول في مسابقة أغاني للمقاطعات.
في أغنية ثنائية مع أف
تعاون فوستر في عام 2015 في مشروع موسيقي اسمه أف حيث كان فوستر مغنيًا وفليكس جاين موزع ومنتج موسيقي، ويُذكر انهما تقابلا في فعاليات في فيينا عام 2015 . إن مشروع اف أصبح رمزًا لفليكس وفوستر. تصدرت أغنيتهم الأولي (صوت Stimme) المركز الأول في ترتيب الأغان الفردية ليس فقط في ألمانيا بل أيضًا في النمسا وسويسرا.

## في الثقافة العامة

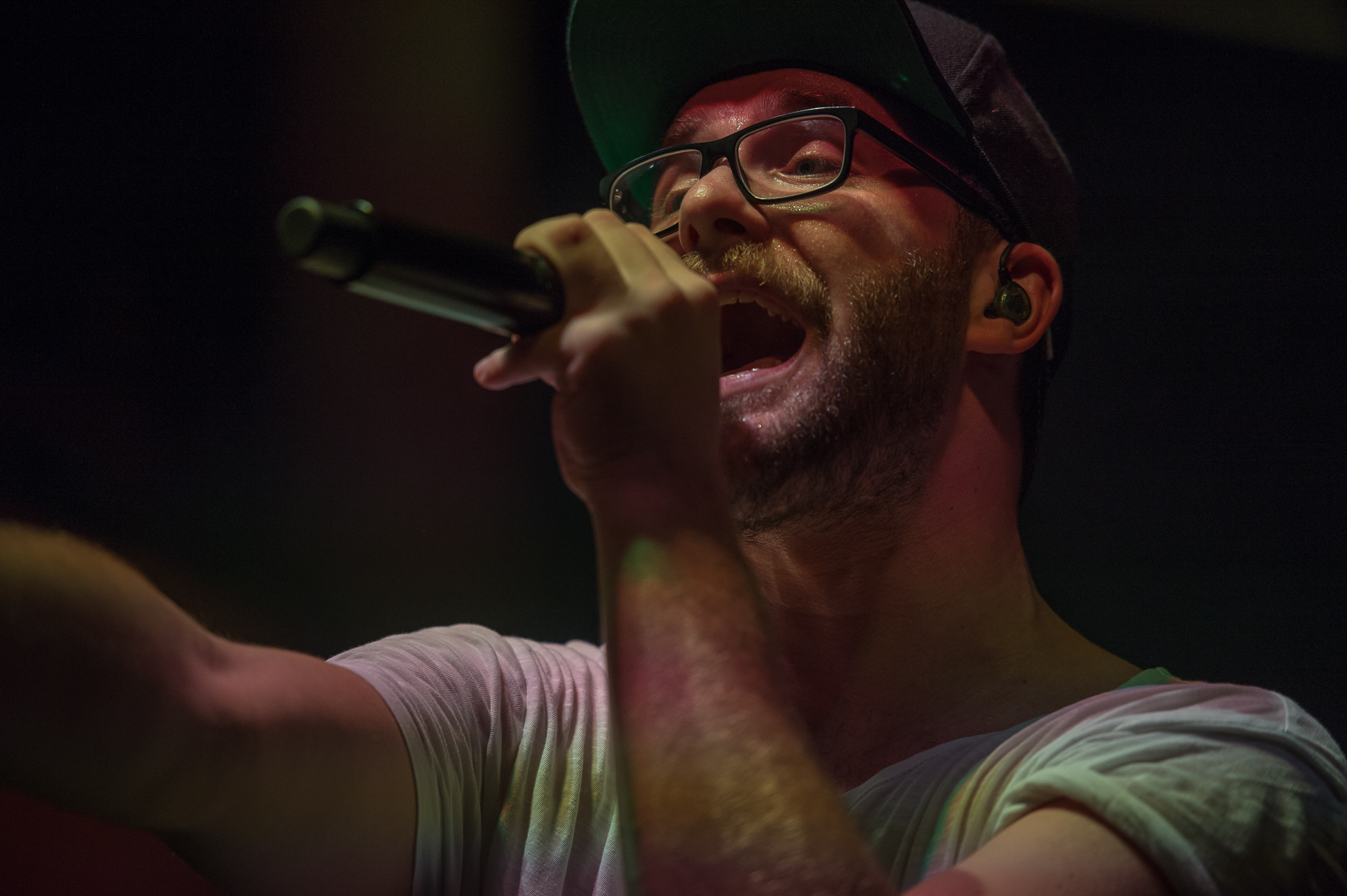
مارك فورستر، 2015

تعاون مع توني موتو (بيتر ساوبير) في أغنية عن كأس العالم 2014 سجلها لإذاعة وان لايف حيث كانت الخلفية الموسيقية لها هي ذاتها الخلفية الموسيقية لأغنيته Au revoir وأُعيد تسميتها عند الإصدار وسميت إلى اللقاء أمريكا Au revoir USA وأصدر نسخة منها لنهائي كأس العالم.
كان فوستر في عامين 2016 و 2015 عضوًا في لجنة تحكيم النسخة الألمانية لبرنامج ذا فويس كيدز الذي تم إذاعته على قناة سات الأولى بجانب المغنية الألمانية لينا ماير-لاندروت والمغني الألماني يوهانس شتريت.
منذ عام 2013 أصبح فوستر سفيرًا لمنظمة هيرتسن زاخيه (Herzenssache e.V)الداعمة للأطفال والتي ترعاها عدة محطات ألمانية مثل إذاعة الجنوب الغربي وإذاعة ولاية سارلاند واتحاد البنوك الألماني شبردا بنك.

## أعماله

### ألبومات
| الألبوم                     | السنة | ملاحظات                                                                           |
| --------------------------- | ----- | --------------------------------------------------------------------------------- |
| Karton (كارتون)             | 2012  | الإصدار الأول في الأول من شهر يونيو (حزيران) وبيعت أكثر من مائة ألف نسخة.         |
| Bauch und Kopf (عقل وعاطفة) | 2014  | الإصدار الأول في الرابع عشر من شهر مايو (أيار) وبيعت أكثر من أربعمئة ألف نسخة     |
| Tape (شريط)                 | 2016  | الإصدار الأول في الأول من شهر يونيو (حزيران) وبيعت أكثر من ثلاثمئة وسبعة ألف نسخة |
| Liebe (حب)                  | 2018  | الإصدار الأول في السادس عشر من شهر نوفمبر (تشرين الثانٍ)                           |

### أغاني فردية
| الأغنية                  | السنة |
| ------------------------ | ----- |
| Auf dem Weg على الطريق   | 2012  |
| zu dir إليك              | 2012  |
| Ich und duأنا وأنت       | 2013  |
| Au revoir إلى اللقاء     | 2014  |
| flash mich فلاش لي       | 2014  |
| Bauch und Kopfعاطفة وعقل | 2015  |
| Wir sind groß نحن كبار   | 2016  |
| Chöre أنشودة             | 2016  |
| Sowieso بأية حال         | 2017  |
| Flüsterton لحن الهمس     | 2017  |
| Kogong كوكنغ             | 2017  |
| einmal ذات مرة           | 2018  |

### أغان مشتركة
| الأغنية                                                                      | السنة |
| ---------------------------------------------------------------------------- | ----- |
| Einer dieser Steine واحدة من هذه الحجارة (تعاون مع مغني الراب الألماني زيدو) | 2013  |
| Camouflage تمويه (تعاون مع مغني الراب نزار)                                  | 2014  |
| Maniac مهوس (تعاون مع فيكتوريا كونرادي)                                      | 2015  |
| Das Original الأصل (تعاون مع برنس بي)                                        | 2017  |
| like a lion مثل أسد (تعاون مع جنتلمان)                                       | 2018  |
| Chip in رقاقة في (تعاون مع مارو وموريس)                                      | 2018  |

## البرامج التلفزيونية
يشارك مارك فورستر في النسخة الألمانية لبرنامج ذا فويس كيدز منذ بداية الموسم الثالث منه في عام 2015 وحتى الآن، وقد فاز بلقب أحسن مدرب في الموسم الرابع عام 2016 حيث حصل من فريقه المتسابق لوكس يانيش على لقب أحلى صوت، ومنذ عام 2017 يشارك أيضًا في النسخة الألمانية لبرنامج ذا فويس. وقد شارك في الموسم الرابع للبرنامج الألماني سنج ماين سونج الذي غني فيه أغنية بولندية.

## الجوائز
1- جائزة مؤلفين الموسيقى الألمان لعام 2015 لأغنية Au revoir .
2- جائزة أغاني الولايات لأغنية Bauch und Kopf .
3- جائزة لايف كروني وان:
- تم ترشيحه لفئة أفضل فنان لعام 2015 .
- تم ترشيحه لفئة أفضل فنان لعام 2016 .
- تم ترشيحه لفئة أفضل مغن لعام 2016 .
- فاز بجائزة أفضل أغنية فردية لعام 2017.
- فاز بجائزة أفضل فنان لعام 2017 .

## وصلات خارجية
- مارك فورستر على موقع ميوزك برينز (الإنجليزية)
- مارك فورستر على موقع أول ميوزيك (الإنجليزية)
- مارك فورستر على موقع ديسكوغز (الإنجليزية)
- مارك فورستر على موقع ديسكوغز (الإنجليزية)

- الموقع الرسمي لمارك فورستر (بالألمانية)